# Moša Pijade
Moša Pijade (em sérvio:  Мoшa Пијаде; transliteração alternativa Moshe Piade; 4 de janeiro de 1890 – 15 de março de 1957), apelidado de Čiča Janko (Чича Јанко, "Tio Janko") foi um comunista sérvio e iugoslavo, um colaborador próximo de Josip Broz Tito, político iugoslavo, e membro titular da Academia Sérvia de Ciências e Artes.

## Biografia
Pijade era de ascendência judaica sefardita. Na juventude, Pijade foi pintor, crítico de arte e publicitário. Seu pai, Samuilo Pijade, era um rico comerciante. Como sinal de gratidão ao príncipe Miguel III por lhe dar o direito ao livre comércio, seu pai manteve uma foto do príncipe em tamanho real na parede frontal da loja.
Ele também ficou conhecido por traduzir "O Capital" de Karl Marx para o servo-croata, junto com Rodoljub Čolaković.

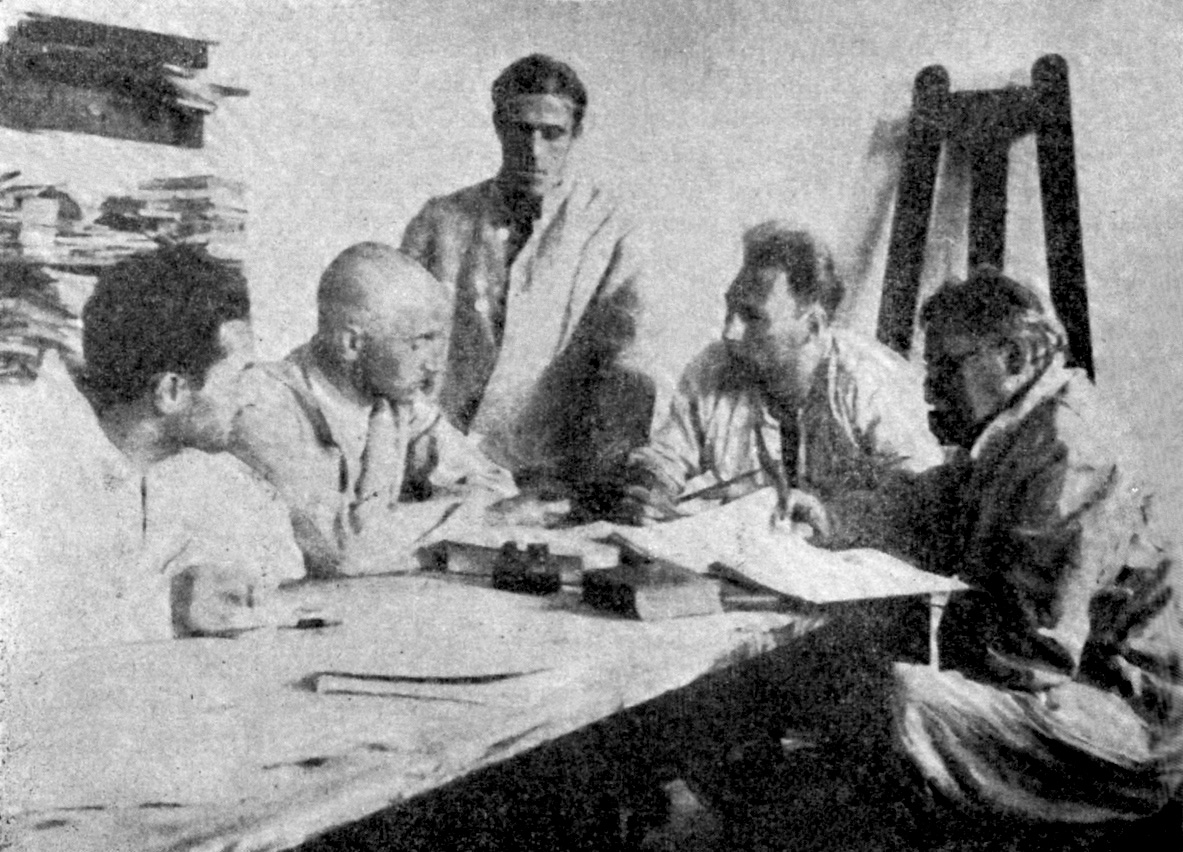
O preso político Moša Pijada com os seus companheiros de prisão.

Ele foi aceito como membro do Partido Comunista da Iugoslávia (KPJ) em 1 de janeiro de 1920, e foi imediatamente eleito secretário da organização partidária "Danúbio".
Em 1922, representou o KPJ na Segunda Conferência da Federação Comunista dos Balcãs em Sófia. Na época em que o KPJ procurava formas legais de trabalho político fora da ilegalidade, Moša no final de 1922, trabalhou nos preparativos para a fundação do Partido dos Trabalhadores Independentes da Iugoslávia (NRPJ). Com a proibição do partido, as possibilidades de trabalho político legal do KPJ terminaram, pelo que o Partido teve de entrar numa ilegalidade ainda maior. O partido deu a Pijade a tarefa de organizar uma gráfica ilegal do Comitê Central do KPJ em Belgrado.
Em 1930, na prisão em Lepoglava, conheceu Josip Broz Tito.
Acredita-se que ele tenha tido uma grande influência na ideologia marxista exposta durante o antigo regime no Reino da Iugoslávia. Em 1925, ele foi condenado a 20 anos de prisão por causa de suas "atividades revolucionárias" após a Primeira Guerra Mundial. Ele recebeu liberdade após 14 anos em 1939 e foi preso novamente em 1941 no campo de Bileća.

### Segunda Guerra Mundial

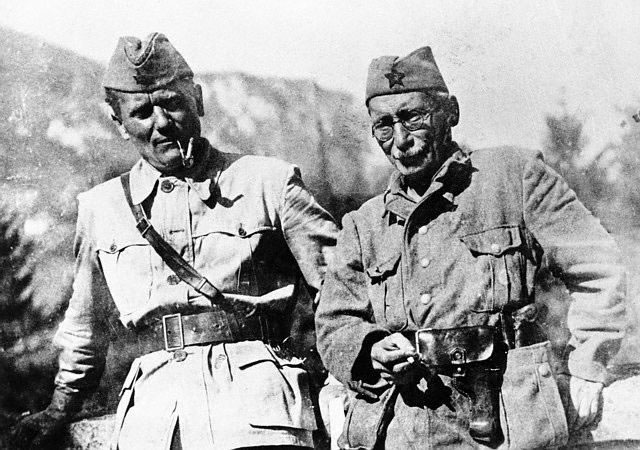
Tito e Moša Pijade em 1942

Pijade foi um dos líderes da Revolta em Montenegro.  Sua crueldade implacável para com as pessoas que se recusaram a ingressar em suas unidades foi notada. Ele foi posteriormente chamado de volta à sede comunista por causa das questões ligadas ao levante.  Sob a influência de Pijade e Milovan Đilas, um processo extremo de "erros de esquerda" foi levado a cabo pelos Partidários em Montenegro. 
Em março de 1942, Pijade conheceu o enviado britânico na Iugoslávia ocupada, Terence Atherton, e o levou em uma viagem de inspeção da organização das forças comunistas em Žabljak. 
Pijade era conhecido como o criador dos chamados "Regulamentos Foča" (1942), que prescreviam a fundação e a atividade dos comitês de libertação popular nos territórios libertados durante a guerra contra os nazistas. Em novembro de 1943, antes da segunda reunião da AVNOJ em Jajce, ele iniciou a fundação da Tanjug, que mais tarde se tornou a agência estatal de notícias da República Socialista Federativa da Iugoslávia, hoje da Sérvia.
Pijade ocupou altos cargos políticos durante a Segunda Guerra Mundial e foi membro do Comitê Central e do Politburo do Partido Comunista da Iugoslávia, sendo um dos líderes dos partidários de Tito.

### Carreira posterior

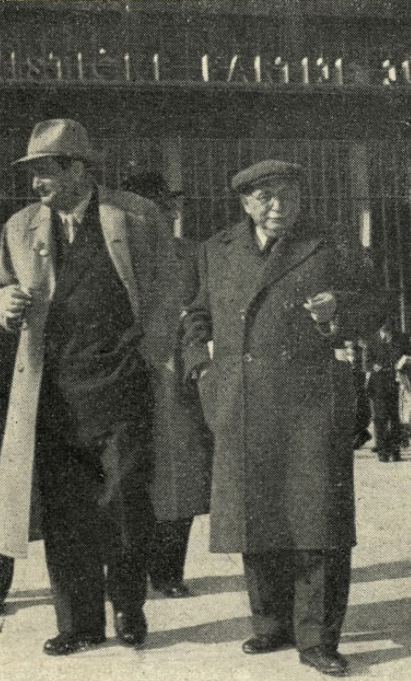
Boris Kidrich e Moša Pijade

Por seus serviços durante a guerra, Pijade foi posteriormente proclamado Herói Popular da Iugoslávia e continuou a manter um papel importante na recém-proclamada República Popular Federal da Iugoslávia. Ele foi um dos seis vice-presidentes do Presidium do Parlamento Iugoslavo (vice-chefe de estado) 1945–53.
Em 1948, Pijade convenceu Tito a permitir que os judeus que permaneceram na Iugoslávia emigrassem para Israel. Tito concordou com uma exceção única. Como resultado, 3.000 judeus emigraram da Iugoslávia para Israel no SS Kefalos em dezembro de 1948. Entre eles estava Tommy Lapid, que se tornou vice-primeiro-ministro de Israel e pai de Yair Lapid.  Ele ocupou o posto de major-general da reserva do JNA.
Depois de liderar a comissão jurídica do Parlamento, Pijade foi vice-presidente (1953–54) e presidente do Parlamento Iugoslavo ou Skupština (1954–55). Ele morreu em Paris no dia 15 de março de 1957, onde manteve conversações como líder de uma delegação parlamentar iugoslava. Foi sepultado em Belgrado, no Túmulo dos Heróis Nacionais em Kalemegdan, onde também estão sepultados Đuro Đaković, Ivo Lola Ribar e Ivan Milutinović.